# Nuovo Trastevere
Il Nuovo Trastevere è un'area urbana del Municipio Roma XI di Roma Capitale. Fa parte della zona urbanistica 15A Marconi, nel quartiere Q. XII Gianicolense.
Si estende fra la via Portuense, via Quirino Majorana e la ferrovia FL1.
La denominazione attuale risale al 2002. In passato veniva generalmente chiamato "Ex-Purfina", in riferimento alla dismessa raffineria petrolifera.
L'area risiede a valle della collina tufacea di Monteverde ed i primi insediamenti risalgono all'epoca romana, tra il I ed il IV secolo.

Nonostante la mancata valorizzazione diversi reperti sono meritevoli di menzione. In particolare sono ancora visibili resti di due edifici (uno, mosaicato, probabilmente adibito a stazione termale, il secondo con finalità funerarie), un tratto di una strada, generalmente identificato con l'antica via Campana.

Ma i reperti più interessanti sono i sepolcri di via Giuseppe Ravizza, con dipinti ben conservati e urne cinerarie. Questi sepolcri sono stati completamente inseriti negli edifici moderni. L'ingresso è stato chiuso.
Il quartiere si connotò come zona popolare nel secondo dopoguerra con la costruzione della raffineria petrolifera di Roma (la cui ciminiera, ormai distrutta, faceva il paio con quella, ancora visibile della camera mortuaria dell'Ospedale San Camillo). Il suo essere limitata dalla ferrovia da un lato e da due grosse arterie stradali (via Portuense e via Quirino Majorana) dall'altro, rendeva il quartiere "isolato" dalle zone limitrofe. Da qui il soprannome "Isola" spesso utilizzato.
Alcune scene di Ragazzi di vita di Pier Paolo Pasolini, ambientate nella zona, descrivono il popolarsi di questo strano quartiere, stretto fra la borgata "Magliana" (tristemente nota per l'omonima banda) e lo storico "Monteverde".

## Infrastrutture e trasporti
|  | È raggiungibile dalla stazione di Roma Trastevere. |